# ملعب بولجد
ملعب بولجد هو ملعب كرة قدم يستضيف مسابقات ألعاب القوى، يقع في كرواتيا، يتسع لـ 35000 متفرج. بدأ بناؤه في 1977 وافتتح في 1979.